# Encarsia flavoscutellum
Encarsia flavoscutellum is een vliesvleugelig insect uit de familie Aphelinidae. De wetenschappelijke naam is voor het eerst geldig gepubliceerd in 1900 door Zehntner.